# エウゲニウス
フラウィウス・エウゲニウス（Flavius Eugenius、生年不詳 - 394年9月6日）は、ウァレンティニアヌス2世の死後に西ローマ帝国において西の皇帝に推戴された人物である。実質的には西ローマ帝国を掌握していたアルボガステスの傀儡だった。東ローマ帝国のテオドシウス1世によって滅ぼされた。アウグストゥスを称したキリスト教徒としては、ニカイア信条を採択したキリスト教以外の諸宗派の存在に対しても寛容であろうとした最後の人物。

## 生涯
エウゲニウスは元は文法と修辞学の教師であるとともに元老院議員およびに行政長官でもあった。またフランク人の軍事司令官にして西ローマ帝国の「事実上」の支配者であったアルボガステスの友人であった。

### 権力の掌握
392年5月15日にウァレンティニアヌス2世が自殺ないしは殺害によって突然の死を迎えたのち、アルボガステスは8月22日にエウゲニウスを皇帝の座に据えた。ウァレンティアヌス2世の死去からエウゲニウスの推挙までに3ヶ月の空白期間があるのは、自分が次の皇帝に指名されるかもしれないという期待をアルボガステスが抱いていたためとも考えられる。それにもかかわらず友人を皇帝に推したのは、384年にテオドシウス1世から共同皇帝（384年 - 388年）に公認された元ブリタニア軍指揮官のマグヌス・マクシムスが、わずか4年で共同皇帝のテオドシウスによって打ち倒された記憶も新しく、自分自身が皇帝になるよりも傀儡を立てた方がよいとの計算によるものと考えられている。
アルボガステスにとって、自分自身ではなくエウゲニウスを皇帝に推挙することには、上記の理由の他にも2つの大きな利点があった。1点目はフランク族出身であったアルボガステスより、ローマ人であったエウゲニウスの方が皇帝にふさわしいと考えられたことである。当時のローマ帝国においては、いまだ異民族出身の皇帝を擁立するには時期尚早でありローマ人の反感が少なくなかったのである。2点目は元老院もアルボガステスよりエウゲニウスを支持すると考えられたことである。すでに栄光は過ぎ去っていたとはいえ、ローマ元老院の知性や財力、影響力に勝るものはローマ帝国内にはなく、エウゲニウス自身も元老院議員であった。アルボガステスにとって、エウゲニウスを皇帝に擁立したことは、元老院対策の面が非常に大きかったのである。

### 国内・宗教・軍事政策
皇帝に選出されると同時に、エウゲニウスは帝国の主要な行政官を入れ替えていった。テオドシウスはウァレンティニアヌス2世に西ローマ帝国の統治を任せたとき、自分の腹心を政府高官に据えて帝国全体を掌握したが、エウゲニウスはこれらの人材を自分に忠実な者たちに替えていったのである。その多くは元老院階級出身であった。大ニコマコス・フラウィアヌスがイタリアの親衛隊長官に、その息子小ニコマコス・フラウィアヌスがローマの長官に、また食管長 (praefectus annonae) にはヌメリウス・プロイエクトゥスが新しく就任した。
エウゲニウスも名目上はキリスト教徒であったため、帝国が異教を公的に支援することに関しては乗り気ではなかった。しかし部下たちの進言により、フォロ・ロマーノにあるウェヌスとローマ神殿の再建や、グラティアヌスによって元老院から撤去された勝利の女神ウィクトリアの祭壇の返還といった、古代ローマの伝統的宗教のための事業に私財と公的資金を投入するなど、寛容な宗教政策を採った。エウゲニウスがローマ市民や元老院から支持を集めるにつれ、テオドシウスは西ローマ帝国での支配力を失っていった。こうした施政はテオドシウスや強い影響力をもっていたミラノ司教アンブロジウスとの関係を悪化させた。エウゲニウスが権威の承認を要求するためミラノを訪れたときにもアンブロジウスは面会することを潔しとせず、エウゲニウスの没落を予言してミラノを退去した。テオドシウスはアンブロジウスのこうした高潔さと豪胆さに感銘を受けており、アンブロジウスもテオドシウスを支持していたため、結果として教会と帝国の結びつきは強まることとなった。
また、エウゲニウスは軍事面でも成功を収めた。特にアラマンニ族やフランク族との古い同盟を更新したことによって知られる。フランク族出身でありアラマンニ族やフランク族の戦士を部下にもっていたアルボガステスはライン川の国境線まで行軍し、その面前で軍事力を誇示してゲルマン人に印象づけることで鎮撫した。

### 失墜
皇帝に選出されてすぐに、エウゲニウスは伝統に従いテオドシウスの宮廷に使者を送って承認を求めた。テオドシウスは一応謁見はして贈物と偽りの承認を与えたものの、エウゲニウスを打破するための軍勢を召集しはじめた。さらにテオドシウスは、エウゲニウスに対抗させるため、翌393年1月に自分の息子ホノリウスに西の正帝としての称号を授けた。また、ウァレンティニアヌス2世を自殺に追い込んだか殺害した疑いがアルボガステスにはかけられたが、3ヶ月の空白期間にテオドシウスがなんら行動を起こしていないことからも、殺害容疑はアルボガステスとの対立が明らかとなったのちに加えられた罪状と推定されている。
その後テオドシウスはコンスタンティノープルから軍隊を率い、フリギドゥス河畔でエウゲニウス・アルボガステスらの率いる西ローマ帝国軍と対峙し、394年9月5日に「フリギドゥスの戦い」として知られる会戦がはじまった。隘地に籠城する西ローマ帝国軍を、圧倒的な大兵力を擁した東ローマ帝国軍が包囲する形であった。
初日は、怒りに駆られたため数に任せて無策な攻撃を仕掛けたテオドシウスに対し、老練な指揮官であり、そのうえ降伏して許しを乞う余地のなかったアルボガステスが善戦した。しかしその日の夜には、アルボガステス旗下の将校数人が身の安全の保証と引き換えにテオドシウス側へ寝返ると申し出た。さらに戦闘2日目には突如として猛烈な突風が巻き起こった。アルボガステス軍は放った矢が自陣へ吹き戻され、砂塵で前が見えなくなるほどであったと伝えられている。この強い追い風によって勢いづけられたテオドシウス軍が攻勢に立ち、西ローマ帝国軍は壊滅した。敗北を悟ったアルボガステスは数日間の逃亡ののちに自決した。降伏して寛恕を願ったエウゲニウスも、国家反逆罪で僭称帝として処刑され、テオドシウスの兵営に首を晒された。

## 治世の意義
エウゲニウスの治世は、一つの時代の終わりと新しい時代のはじまりを告げるものといえる。
エウゲニウスの登位は、ローマの伝統的な多神教徒やその信奉者がいまだ多く残っていた元老院にとって、帝国のキリスト教化に抗しうる最後の機会であった。またフリギドゥスの戦いは、ローマ軍における外人部隊の増加傾向の現われである。元修辞学者であったエウゲニウスに代わり実質的な西ローマ帝国軍の指揮官であったアルボガステスはフランク人であり、テオドシウスの軍勢における主な将軍の顔触れも、のちにローマ軍の総司令官を経て西ローマ皇帝ホノリウスの摂政となるヴァンダル族出身のスティリコや西ゴート族のアラリックなどのゲルマン人であった。こうした異民族の傭兵の増加は、特にその傾向が強く見られた西ローマ帝国では、皇帝権力の弱体化の原因となってゆく。
テオドシウスは392年に即位したエウゲニウスへの対抗策として、翌393年1月には自身の息子ホノリウスにアウグストゥスを名乗らせた。そして395年のテオドシウスの死去にともない、アルカディウスは東ローマ帝国、ホノリウスは西ローマ帝国をそれぞれ相続した。複数の皇帝による帝国の分担統治と再統一はそれまでにも何度か見られたが、この395年の分担統治がローマ帝国の最終的な東西分割と呼ばれている。